# Enrique Tarigo
Enrique E. Tarigo Vázquez (Montevidéu, 15 de setembro de 1927 — Montevidéu, 14 de dezembro de 2002) foi um advogado, jornalista, professor universitário e político uruguaio, pertencente ao Partido Colorado. Serviu como vice-presidente do Uruguai entre 1985 e 1990, no primeiro período democrático após a Ditadura civil-militar uruguaia.
Faleceu em 14 de dezembro de 2002, aos 75 anos, como consequência de um câncer de pulmão.